# Тукманне
Тукма́нне (рос. Тукманное) — присілок у складі Каргапольського району Курганської області, Росія. Входить до складу Чашинської сільської ради.
Населення — 263 особи (2010, 271 у 2002).
Національний склад населення станом на 2002 рік: росіяни — 97 %.